# Marquesado de Rabell
El marquesado de Rabell es un título nobiliario español creado por la reina regente María Cristina de Habsburgo-Lorena y concedido, en nombre del rey Alfonso XIII, a Prudencio Salvador Rabell y Pubill —diputado provincial, coronel del Cuerpo de Bomberos de La Habana y presidente del Casino Español en esta ciudad— el 8 de enero de 1897 por real decreto y el 12 de marzo del mismo año por real despacho.
Hace más de cuarenta años que no ha sido ostentado por ninguna persona, ni ha habido nadie que solicitase su sucesión o rehabilitación, por lo que, dada la legislación vigente, está totalmente caducado. Nadie puede actualmente solicitar su sucesión o rehabilitación, constituyendo solo un título histórico.

## Marqueses de Rabell
|                           | Titular                            | Periodo                   |
| Creación por Alfonso XIII | Creación por Alfonso XIII          | Creación por Alfonso XIII |
| ------------------------- | ---------------------------------- | ------------------------- |
| I                         | Prudencio Salvador Rabell y Pubill | 1897-¿?                   |
| Único titular conocido    |                                    |                           |

## Historia de los Marqueses de Rabell
- Prudencio Salvador Rabell y Pubill, I marqués de Rabell.